# 김성덕
김성덕(? ~ )은 조선민주주의인민공화국의 군인 겸 정치인이다. 군인 계급은 조선인민군 육군 상장이다. 2012년, 조선로동당 중앙위원회 위원이다.

## 경력
1993년 인민군 소장을 거쳐, 중장으로 승진했다. 2010년 4월 인민군 창건일을 앞두고 인민무력부 호위사령부의 조선 인민군 상장으로 진급했다. 2010년 9월에 열린 조선로동당 대표 회의에서 조선로동당 중앙위원회 정치국 위원으로 선출되었다.

## 최고인민회의 대의원
2003년 9월, 최고인민회의 제11기 대의원을 거쳐 2009년 4월 이후 제12기 대의원으로 있다.

## 기타
2011년 12월 김정일 사망 당시에 국가 장의위원회 위원을 맡았다.